# Спенсер, Калиса
Калиса Спенсер — ямайская легкоатлетка, которая специализируется в беге на 400 метров с барьерами. Победительница Бриллиантовой лиги в 2010, 2011 и 2012 годах. Чемпионка мира среди юниоров 2006 года.
В 2009 году на чемпионате мира в Берлине в составе эстафеты 4×400 метров выиграла серебряную медаль, хотя она выступала только в предварительном забеге, а в финале её место заняла Шерика Уильямс. На олимпийских играх 2012 года заняла 4-е место. На чемпионате мира в Москве была дисквалифицирована за нарушение правил при преодолении барьеров.

## Биография
Родилась в семье Мерфелин и Джошуа Спенсеров. Её мать Мерфелин также была легкоатлеткой, специализировалась в беге на короткие дистанции. Отец, Джошуа Спенсер был бегуном на средние дистанции, который в настоящее время работает преподавателем в Канаде. Также у неё есть сестра Кадиша.